# 邹哲开
邹哲开（1946年3月—2011年2月18日），福建长乐人，中国共产党及中华人民共和国官员。

## 生平
1969年9月，在福建省清流县城关公社杨坊大队插队。1971年加入中国共产党。1972年3月，任福建省清流县长校公社党委副书记、书记。1979年1月，任清流县科委副主任。1980年6月，任福建省人民政府办公厅秘书、副处长。1985年3月，任福建省人民政府办公厅副主任、党组成员。1988年8月，任福建省人民政府副秘书长、办公厅党组成员，为福建省省长王兆国秘书。1990年11月，任中央对台办一组组长。1991年3月，任国务院台湾事务办公室综合局局长。其间，1991年11月至1994年4月担任海峡两岸关系协会副会长兼秘书长。1994年4月，任新华社香港分社协调部部长。1996年7月，任新华社香港分社社长助理、协调部部长。1998年7月，任新华社香港分社副社长。1999年12月至2004年12月，任中央人民政府驻香港特别行政区联络办公室副主任。2005年1月，任第九届福建省政协副主席、党组成员。
他是政协第八届、九届、十一届全国委员会委员，第十届全国委员会常务委员。
2011年2月18日，邹哲开在福州病逝，享年66岁。